# هادام (كونيتيكت)
هادام (بالإنجليزية: Haddam, Connecticut)‏ هي معلم جغرافي تقع في الولايات المتحدة في كونيتيكت. يقدر عدد سكانها بـ 7,635 نسمة ومساحتها 120.2 كم2 وترتفع عن سطح البحر 98 متر.

## أعلام
- صموئيل أرنولد
- ستيفن جونسون فيلد
- جورج برادفورد برينرد